# Beate Himmelstoß
Beate Himmelstoß (* 1957 in Starnberg) ist eine deutsche Schauspielerin, Hörspiel-, Hörfilm- und Hörbuchsprecherin, die u. a. zahlreiche Hörbücher eingelesen hat.

## Leben
Beate Himmelstoß wurde im Jahre 1957 in Starnberg geboren. 1977 legte sie ihr Abitur ab, danach absolvierte sie zunächst eine Ausbildung an der Städtischen Sprachenschule zur Fremdsprachenassistentin (Englisch) und studierte von 1979 bis 1986 an der Ludwig-Maximilians-Universität München Philosophie, Theaterwissenschaften und Neuere Deutsche Literaturwissenschaften. Währenddessen nahm sie Schauspiel-, Gesangs- und Tanzunterricht und wirkte bei Aufführungen des Studententheaters und der freien Theaterszene mit. In der Folge trug sie Gedichte von Rainer Maria Rilke vor. 1981 bekam sie einen Sohn.

## Laufbahn
1986 wurde sie Sprecherin beim Bayerischen Rundfunk, wo sie seit über 20 Jahren tätig ist.
Seit 2004 hält sie Philosophische Lesungen und Lyrikabende. Seitdem ist sie Dozentin für Philosophie an der Münchner Volkshochschule. Daraus erwuchs 2011 zusammen mit dem Leiter der Abteilung Philosophie, Hermann Schlüter, die gemeinsame Veröffentlichung des Hörbuchs „Arthur Schopenhauer“, das eine Auswahl von zentralen Texten Arthur Schopenhauers enthält. Im Jahr 2012 übernahm sie zusammen mit Hellmut und Renate Bölling die Leitung des Philosophischen Cafés in Starnberg.
Zwischen 2001 und 2012 realisierte sie in Zusammenarbeit mit Musikern drei abendfüllende Programme mit Lyrik, das Programm „Galgenlieder“ von Christian Morgenstern, das Programm Barocklyrik mit Barockmusik sowie „Schnubiglbairisch für Anfänger“; die Texte stammten von Felix Hoerburger.
Vom Film Die Päpstin erstellten der Bayerische Rundfunk sowie die Constantin Film im Jahr 2010 eine Hörfilmfassung für Fernsehausstrahlungen und zur Veröffentlichung auf DVD und Blu-Ray. Die von Beate Himmelstoß gesprochene Bildbeschreibung erhielt 2011 den deutschen Hörfilmpreis.
Die Audiodeskription des Films 3096 Tage wurde von Himmelstoß gesprochen und 2014 mit dem deutschen Hörfilmpreis in der Kategorie Kino ausgezeichnet.

## Hörbücher
- Der neue Antisemitismus von Jean Améry, gesprochen von Axel Wostry und Beate Himmelstoß, 2024, Claus Vester cc-live (Verlag), München, ISBN 978-3-95616-329-6[12]
- Der Donnerstagsmordclub oder Ein Teufel stirbt immer zuletzt von Richard Osman, gelesen von Johannes Steck mit Beate Himmelstoß, aus dem Englischen von Sabine Roth, Hörbuch Hamburg, 2023[13]
- Der Donnerstagsmordclub und die verirrte Kugel von Richard Osman, gelesen von Johannes Steck mit Beate Himmelstoß, aus dem Englischen von Sabine Roth, Hörbuch Hamburg, 2023[14]
- Die Letzten ihrer Art, Maja Lunde, gelesen von Thomas Loibl, Meike Droste, Beate Himmelstoß, Thomas M. Meinhardt, Susanne Schroeder und Katja Bürkle, aus dem Norwegischen von Ursel Allenstein, Der Hörverlag (München), 2022[15]
- Die Schokoladenvilla von Maria Nikolai, gelesen von Beate Himmelstoß, Der Hörverlag (München), 2022[16]
- Die Schokoladen-Villa – Goldene Jahre von Maria Nikolai, gelesen von Beate Himmelstoß, Der Hörverlag (München), 2022[17]
- Vermintes Gelände – Wie der Krieg um Wörter unsere Gesellschaft verändert von Christian Nürnberger und Petra Gerster, gesprochen von Beate Himmelstoß, cc-live, München 2022, ISBN 978-3-95616-499-6. (6 CDs + Booklet)
- Beste Freundin – Niemand lügt so gut wie du von Claire Douglas, gelesen von Rubina Nath, Lisa Bitter und Beate Himmelstoß, Der Hörverlag, 2021, ISBN 978-3-8445-4141-0
- Bergsalz von Karin Kalisa, gesprochen von Beate Himmelstoß und Johannes Steck, 2020, Argon Verlag, ISBN 978-3-7324-5523-2
- Philosophie für ein ganzes Leben und Ironie für den Tag, Arthur Schopenhauer, Gekürzte Lesung von Beate Himmelstoß, Edition Aurinia Verlag für Hörbücher und Literatur, 2019[18]
- Das rote Adressbuch von Sofia Lundberg, gelesen von Beate Himmelstoß und Susanne Schroeder, Der Hörverlag, München 2018, ISBN 978-3-8445-3020-9
- Der große Bibelschatz, Der Hörverlag (München), 2014[19]
- Essays und Miniprosa von Albrecht Fabri, gesprochen von Jürgen Jung, Beate Himmelstoß und Albrecht Fabri, mit einem einführenden Essay von Jürgen Egyptien, Hrsg. Wolfgang Müller, Heidelberg, 2014, ISBN 978-3-00-046088-3
- Die Frau mit dem roten Tuch von Jostein Gaarder, Der Hörverlag, München 2012, ISBN 978-3-86717-573-9. (gekürzt, 4 CDs 277 Min., gelesen von Beate Himmelstoß und Hans Kremer)
- Higgins Clark, Krimi-Box von Mary Higgins Clark (Beate Himmelstoß gemeinsam mit Marion Breckwoldt und Sabine Postel), der Hörverlag, 2011, ISBN 978-3-86717-766-5
- Höre Israel, Gedichte und Fußnoten von Erich Fried, gekürzte Fassung, gelesen von Beate Himmelstoss und Jürgen Jung, Musik Baher al-Regeb (Qanoun) und Ghidian Qaimari (Oud), 2 CD mit Booklet, 2010, ISBN 978-3-9813189-9-9
- Bertrams Hotel von Agatha Christie, aus dem Englischen von Tanja Handels, gekürzte Fassung, Der Hörverlag (München), 2005[20]
- 16 Uhr 50 ab Paddington von Agatha Christie, aus dem Englischen von Dinka Mrkowatschki, Der Hörverlag (München), 2003[21]

## Hörspiele (Auswahl)
Die ARD-Hörspieldatenbank enthält (Stand: September 2024) für den Zeitraum von 1989 bis 2021 insgesamt 52 Datensätze, bei denen Beate Himmelstoß als Mitwirkende, darunter 51 als Sprecherin, geführt wird.
- 2012: Die Entstehung des Hörspiels „Umbach muss weg“ von Thomas von Steinaecker, Hörspiel mit Martin Umbach, Kathrin von Steinburg, Ilona Grandke, Laura Maire, Thomas von Steinaecker, Philipp Götz, Wilfried Hauer, Beate Himmelstoß, Oliver Mallison, Wilhelm Manske, Hemma Sophia Michel, Heinz Peter, Tommi Piper, Jay Rutledge, Silvie Sperlich, Andrea Wenzl. Regie: Bernadette Sonnenbichler. BR-Hörspiel und Medienkunst 2012. Länge: 53'09. Als Podcast/Download im BR Hörspiel Pool[22].

## Hörfilm
- Die Päpstin, 2010[8]
- 3096 Tage, 2014[10]